# Remya
Remya es un género de plantas con flores perteneciente a la familia  Asteraceae. Comprende 3 especies descritas y aceptadas.

## Taxonomía
El género fue descrito por Wilhelm B. Hillebrand ex Benth. y publicado en Genera Plantarum 2: 536. 1873.

## Especies seleccionadas
A continuación se brinda un listado de las especies del género Remya aceptadas hasta junio de 2012, ordenadas alfabéticamente. Para cada una se indica el nombre binomial seguido del autor, abreviado según las convenciones y usos.
- Remya kauaiensis Hillebr.
- Remya mauiensis Hillebr.
- Remya montgomeryi W.L.Wagner & D.R.Herbst